# Hailey Colborn
Hailey Colborn (10 de octubre de 2000 en Wichita, Kansas, Estados Unidos) es una reina de belleza estadounidense y ganadora del concurso de belleza Miss Teen USA 2018. Es la segunda participante de Kansas en ganar el título después de que Keylee Sue Sanders ganara Miss Teen USA 1995.

## Vida y carrera

### Primeros años
Colborn nació en Wichita, Kansas, hija de Kevin y Denise Colborn, y practicó ballet clásico durante 14 años. Mientras era estudiante, comenzó el programa de mentoría SelfPosi que usa para viajar a las escuelas intermedias para hablar con las niñas sobre la importancia del amor propio.  Colborn se graduó de Wichita Northwest High School en 2018, y asistió a la Universidad de Princeton para estudiar ciencias políticas Mientras estaba en la escuela secundaria, fue presidenta de la clase.

## Concursos de belleza

### Miss Teen Kansas 2018
En 2017, Colborn compitió en la competencia Miss Kansas Teen USA 2018, representando a Greater Wichita. Luego ganó la competencia y fue coronada Miss Kansas Teen USA 2018 por la titular saliente Malerie Moore. Anteriormente había competido en la competencia Miss Outstanding Teen 2016 de Miss Kansas, donde fue la primera finalista y finalista en las categorías de fitness y talento.

## Miss Teen USA 2018
Como Miss Kansas Teen USA 2018, Colborn se ganó el derecho de representar a Kansas en la competencia Miss Teen USA 2018 en Shreveport, Louisiana Compitió en la final el 18 de mayo de 2018 en Hirsch Memorial Coliseum y se coronó como la ganadora venciendo al primer finalista Kirby Elizabeth Self de Carolina del Sur. Ella es la segunda participante de Kansas en ganar la corona.
| Predecesor: Sophia Dominguez-Heithoff Misuri | Miss Teen USA 2018        | Sucesor: En el cargo |
| Predecesor: Malerie Moore                    | Miss Kansas Teen USA 2018 | Sucesor: Por definir |